# Дезерт-Едж (Каліфорнія)
Дезерт-Едж (англ. Desert Edge) — переписна місцевість (CDP) в США, в окрузі Ріверсайд штату Каліфорнія. Населення — 4180 осіб (2020).

## Географія
Дезерт-Едж розташований за координатами 33°55′20″ пн. ш. 116°26′24″ зх. д. / 33.92222° пн. ш. 116.44000° зх. д. (33.922289, -116.440092).  За даними Бюро перепису населення США в 2010 році переписна місцевість мала площу 5,87 км², уся площа — суходіл.

## Демографія
Згідно з переписом 2010 року, у переписній місцевості мешкали 3822 особи в 1969 домогосподарствах у складі 1026 родин. Густота населення становила 651 особа/км².  Було 3492 помешкання (595/км²).
Расовий склад населення:
| - 79,8 % — білих - 0,9 % — корінних американців - 0,7 % — азіатів - 0,4 % — чорних або афроамериканців - 16,3 % — осіб інших рас |

До двох чи більше рас належало 1,8 %. Частка іспаномовних становила 31,9 % від усіх жителів.
За віковим діапазоном населення розподілялося таким чином: 13,4 % — особи молодші 18 років, 38,9 % — особи у віці 18—64 років, 47,7 % — особи у віці 65 років та старші. Медіана віку мешканця становила 63,8 року. На 100 осіб жіночої статі у переписній місцевості припадало 92,0 чоловіків;  на 100 жінок у віці від 18 років та старших — 89,6 чоловіків також старших 18 років.
Середній дохід на одне домашнє господарство  становив 40 110 доларів США (медіана — 31 261), а середній дохід на одну сім'ю — 50 029 доларів (медіана — 44 787). Медіана доходів становила 19 917 доларів для чоловіків та 28 708 доларів для жінок. За межею бідності перебувало 25,3 % осіб, у тому числі 43,5 % дітей у віці до 18 років та 12,0 % осіб у віці 65 років та старших.
Цивільне працевлаштоване населення становило 936 осіб. Основні галузі зайнятості: мистецтво, розваги та відпочинок — 35,6 %, будівництво — 19,9 %, виробництво — 8,9 %, роздрібна торгівля — 7,1 %.